# Lester Germer
Lester Halbert Germer (Chicago, Estados Unidos, 10 de octubre de 1896 - Shawangunk Ridge, Nueva York, Estados Unidos, 3 de octubre de 1971) fue un físico estadounidense. Junto con Clinton Davisson, probó la dualidad onda-partícula de la materia en el experimento de Davisson-Germer, lo cual fue importante para el desarrollo del microscopio electrónico. Esta investigación apoyó el trabajo teórico de De Broglie. También estudió termoiónica, erosión en metales y física de contacto. Obtuvo la Medalla Elliott Cresson en 1931.
Tras servir como piloto de caza en la Primera Guerra Mundial, Germer pasó a trabajar en los Bell Labs en Nueva Jersey.
En 1945, con 49 años, Germer comenzó una carrera paralela como escalador. Escaló activamente en el Nordeste de Estados Unidos, y especialmente en el Shawangunk Ridge en Nueva York. Aunque el club de montaña Montes Apalaches (AMC) era el dominante en aquel momento, y regulaba estrictamente la escalada, Germer nunca estuvo asociado al club, y por ello se vio en conflicto con el escalador jefe en la zona, Hans Kraus, que era director del comité de seguridad del AMC. En una ocasión se le denegó la licencia de escalada con el comentario «Le gusta demasiado la gente y es demasiado entusiasta». Gester era conocido como una persona generosa y amistosa. Por ello, le conocían como «una escuela de escalada de un solo hombre».
En 1971, una semana antes de su 75 cumpleaños, Lester Germer falleció de un infarto de miocardio mientras lideraba una escalada en Shawangunk Ridge (Eyebrow, 5.6). Hasta ese momento, Gester tenía un registro perfecto de 26 años sin ningún accidente durante la escalada.